# 李師晦
李师晦（?—?），唐朝宗室，昭义节镇幕僚。
李师晦者开始出仕刘悟幕府，见刘从谏恣横，自称求长生术，不参与政事。刘从谏让他回到东都，李师晦害怕被张谷、陈扬庭等所诬陷，请求居住在涉县，刘从谏没有怀疑。刘稹失败后，有人对唐武宗提到他，擢伊阙县令，而追赠薛茂卿博州刺史。大中初年，又赠被刘稹杀害的武乡令唐汉宾为本县令。

## 延伸阅读
[在维基数据编辑]
 《新唐書·卷214》，出自《新唐書》